# Claude Mallet (judoka)
Claude Mallet (ur. 1918, zm. 1995) – francuski judoka. Zdobył złoty medal mistrzostw Europy w drużynie w 1951. Mistrz Francji w 1950 i 1951 roku.